# Macruronus maderensis
Macruronus maderensis är en fiskart som beskrevs av Maul, 1951. Macruronus maderensis ingår i släktet Macruronus och familjen kummelfiskar. Inga underarter finns listade i Catalogue of Life.